# Hansruedi Führer
Hansruedi Führer (24 dicembre 1937) è un ex calciatore svizzero, di ruolo difensore.